# Ignaz Schnitzer

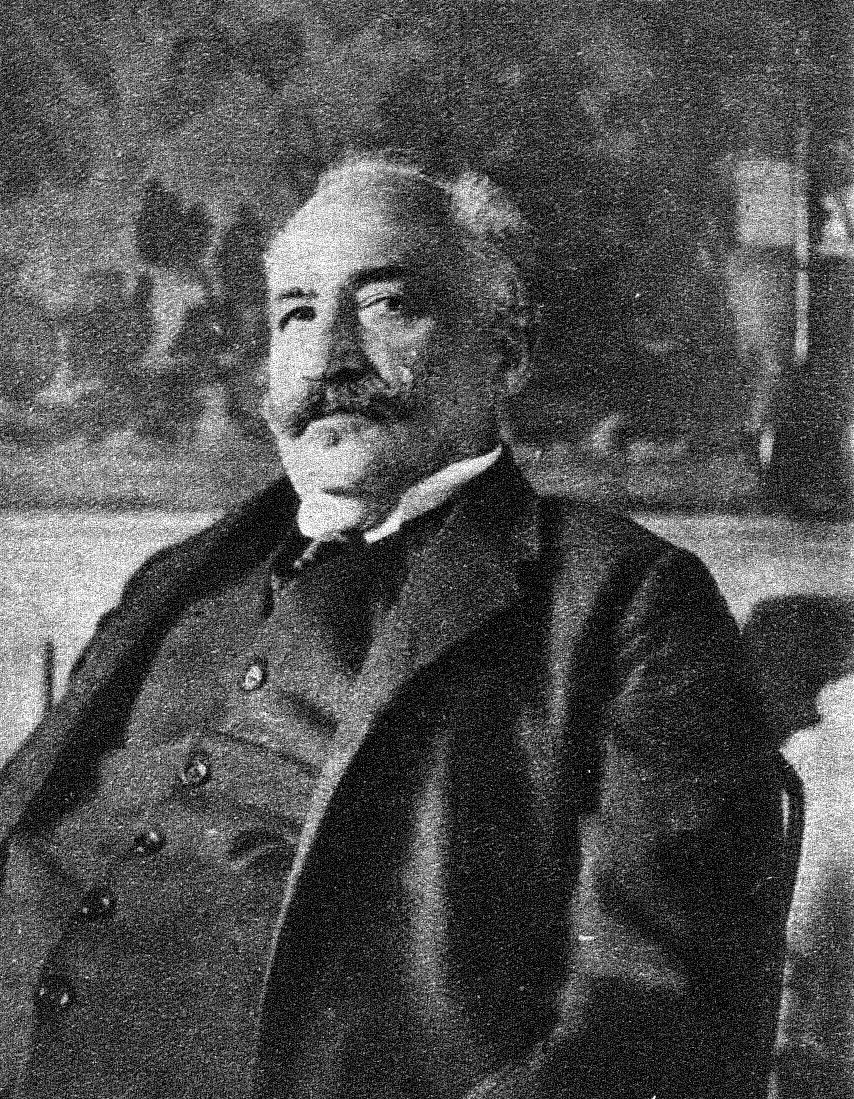
Ignaz Schnitzer

Ignaz Schnitzer (* 4. Dezember 1839 in Ratzersdorf (damals Ungarn, heute ein Stadtteil von Bratislava, Slowakei); † 18. Juni 1921 in Wien; auch Ignatz oder Ignác Schnitzer) war ein österreichischer Schriftsteller, Journalist, Übersetzer, Librettist und Zeitungsgründer ungarischer Herkunft.

## Leben
Ignaz Schnitzer begann in Pest ein Philosophiestudium, arbeitete aber bald als Journalist. Ab 1857 lebte er in Wien und schrieb für verschiedene Zeitungen, wie den Pester Lloyd oder das Fremden-Blatt, und als Redakteur bei der Zeitung Der Fortschritt. 1867 kehrte er nach Budapest zurück und war zunächst Redaktionsmitglied beim Bécsi Debatte. 1869 gründete er zusammen mit Zsigmond Bródy (1840–1906) die Tageszeitung Neues Pester Journal, die er ein Jahrzehnt lang als Chefredakteur leitete.
Daneben bearbeitete er ungarische Theaterstücke für deutsche Bühnen, 1879 übersetzte er Ede Zsigligetis Rauschgold für das Wiener Burgtheater und Mór Jókais Held Pálffy fürs Carltheater.
Nach dem Verkauf seines Anteils am Neuen Pester Journal übersiedelte er 1881 wieder nach Wien und war vor allem als Librettist und Übersetzer tätig. Besondere Anerkennung fand Schnitzer für seine Übersetzungen und Nachdichtungen der Werke Sándor Petőfis ins Deutsche. Die Freundschaft mit Johann Strauss (Sohn) veranlasste ihn zum Libretto zu dessen Zigeunerbaron und dem kulturhistorischen und teilweise biografischen Werk Bunte Geschichten aus der Johann-Strauß-Zeit.
Für den von Gabor Steiner begründeten Vergnügungspark Venedig in Wien organisierte er als Miteigentümer die Finanzierung und betrieb die Errichtung neuer Sehenswürdigkeiten, etwa das Riesenrad. 1894 hatte er die Idee, zum fünfzigsten Regierungsjubiläum von Kaiser Franz Joseph I. 1898 ein Rundgemälde mit dem Titel „Kaiser Franz Joseph und seine Zeit“ in Auftrag zu geben. Ausgeführt wurde es vom Historienmaler Philipp Fleischer, ausgestellt wurde es in der Ausstellungsstraße 143 in einem eigens dafür von Oskar Marmorek entworfenen Rundbau.

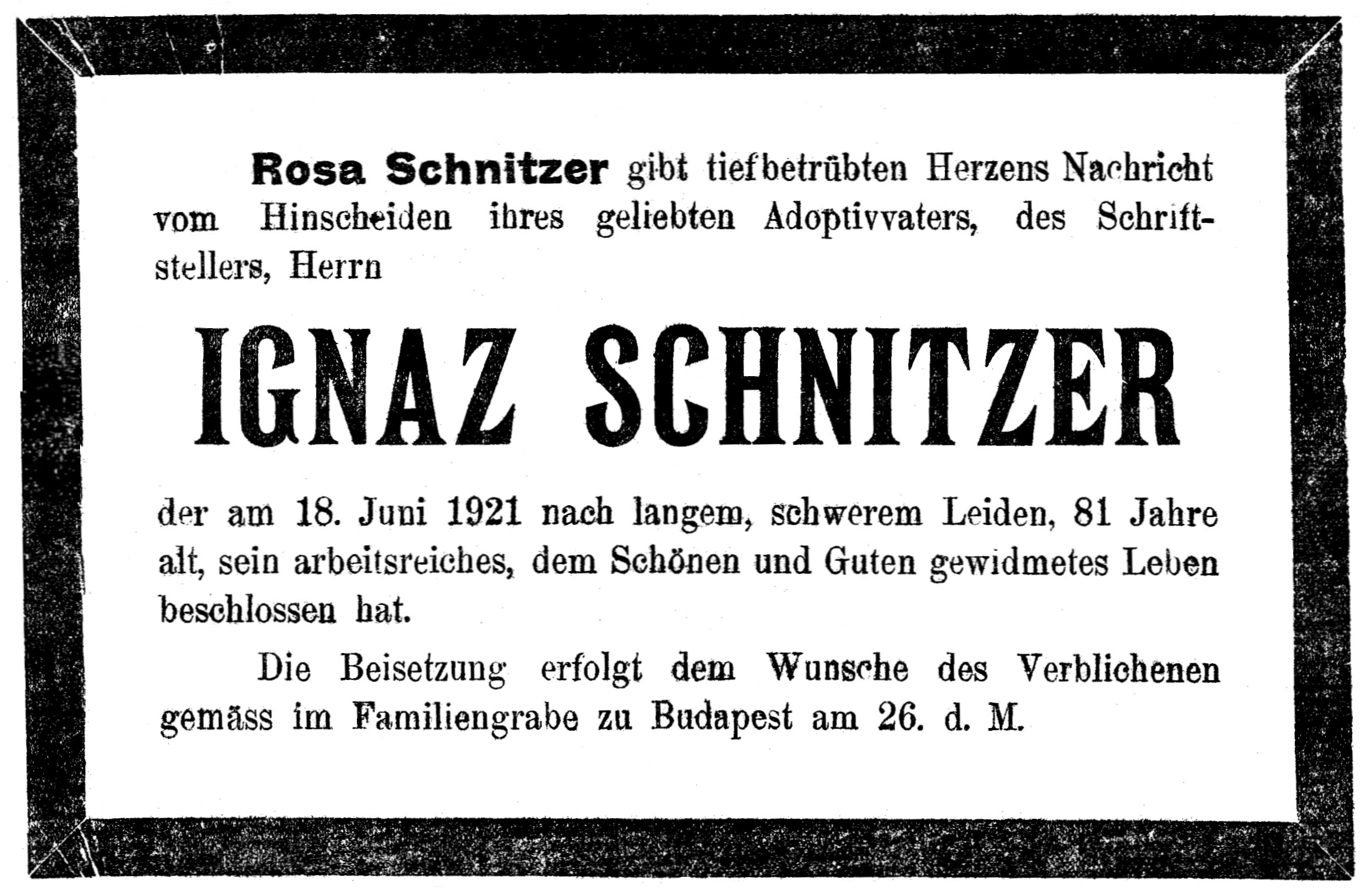
Todesanzeige in der NFP

Verheiratet war Schnitzer mit der Tochter eines Arztes, Gabriele, geb. Laszky (10. April 1846 in Gyöngyös – 28. September 1913 in Wien). Sein Grab befindet sich auf dem Kerepeser Friedhof in Budapest.

## Auszeichnungen
Ehrenmitgliedschaften in den literarischen Gesellschaften Ungarns, und zwar der Petőfi- und der Kisfaludy-Gesellschaft, und des Wiener Ungarns-Vereins.

## Werke
Zusammengestellt nach dem Bestand der Kataloge der Österreichischen Nationalbibliothek und der Wienbibliothek (Stand Jänner 2013).
Libretti
- Joggeli. Oper in 3 Akten. Musik von Wilhelm Taubert. 1853.
- Muzzedin. Romantisch-komische Oper in 2 Akten. Musik von Siegmund Bachrich. 1883.
- Der Goldmensch. Schauspiel in 5 Akten von Mór Jókai frei bearbeitet von Ignaz Schnitzer. Musik von Adolf Müller junior. 1885.
- Der Zigeunerbaron. Operette in 3 Akten nach einer Erzählung von Mór Jókai. Musik von Johann Strauss (Sohn). 1885.
  - Neuausgabe: Der Zigeunerbaron. Operette in 3 Akten. Hofenberg, Berlin 2015, ISBN 978-3-8430-4642-8.
- Rafaela. Komische Oper in 3 Akten von Adolph Schirmer und Ignaz Schnitzer. Musik von Max Wolf. 1886.
- Das Orakel. Operette in 3 Akten. Mit freier Benützung eines Motivs von Gregor Csiky. Musik von Joseph Hellmesberger junior. 1889
- Die Königsbraut. Romantisch komische Oper in 3 Akten. Musik von Robert Fuchs. 1889.
- Paris in Wien. Ausstattungsposse in 3 Bildern. Text von F. Zell. Gesangstexte von Ignaz Schnitzer. Musik von Josef Bayer. 1890.
- Die Salzburger Glocken. Ein Mozart-Stück in 4 Bildern von Ignaz Schnitzer und Sigmund Schlesinger. Nicht vertont. Um 1890.
- Husarenblut. (auch: Die Dorfrichterin). Operette in 3 Akten. Musik von Hugo Felix. 1894.
- Die Venus von Murán. Oper in drei Akten von Ignaz Schnitzer und Georg Verö. Nicht vertont. Um 1900.
- Kaspar (auch Der schöne Kaspar). Komische Operette in 3 Akten. Text von F. Zell und Ignaz Schnitzer. Musik von Josef Bayer. 1902.
- Bruder Straubinger. Operette in 3 Akten von Moritz West und Ignaz Schnitzer. Musik von Edmund Eysler. 1903.
- Pufferl. Operette in 3 Akten von Sigmund Schlesinger und Ignaz Schnitzer. Musik von Edmund Eysler. 1905.
- Der Elektriker. Operette in 3 Akten von Sigmund Schlesinger und Ignaz Schnitzer. Musik von Carl Josef Fromm. 1906.
- Tip Top. Operette in 3 Akten von Ignaz Schnitzer und Sigmund Schlesinger. Musik von Josef Stritzko. 1907.
- Kreolenblut. Operette in 3 Akten von Ignaz Schnitzer und Emerich von Gatti. Musik von Heinrich Berté. 1910.

Liedtexte
- Seltsame Geschichte. Chanson. Text nach Samdo Petöfi. Musik von Béla Laszky.
- Vater Radetzky ruft! Soldatenlied. Musik von Franz Lehár. 1914.

Übersetzungen
- Eduard Szigligeti: Rauschgold. Lustspiel in 3 Akten. Nach dem Ungarischen. Hungaria, Budapest 1879.
- Gergely Csiky: Die Großmama. Lustspiel in 3 Akten. Nach dem Ungarischen. Entsch, Berlin 1892.
- Stephen Phillips: Herodes. Tragödie in 3 Akten. In deutscher Nachdichtung. Fischer, Wien 1901.
- Sándor Petőfi: Poetische Werke in sechs Bänden. In deutscher Nachdichtung. Halm & Goldmann, Wien 1910.

Buchveröffentlichungen
- Franz Joseph I. und seine Zeit. Cultur-historischer Rückblick auf die francisco-josephinische Epoche. Lechner, Wien 1898.
- Meister Johann. Bunte Geschichten aus der Johann Strauß-Zeit. 2 Bände. Halm, Wien 1920.